# جان د. کاکس
جان د. کاکس (به انگلیسی: John D. Cox) بازیکن فوتبال زادهٔ ۳۱ دسامبر ۱۸۷۰ اهل انگلستان بود که سابقهٔ بازی در تیم ملی فوتبال انگلستان را در کارنامهٔ خود دارد. وی در تاریخ ۵ مارس ۱۸۹۲ تنها بازی ملی خود را در مقابل تیم ملی فوتبال ایرلند انجام داد.